# トッテナム・ホットスパー・スタジアム
トッテナム・ホットスパー・スタジアム（Tottenham Hotspur Stadium）は、イングランドのロンドンにあるサッカー専用のスタジアム。プレミアリーグに所属するトッテナム・ホットスパーFCのホームスタジアムとして使用されている。
開場の2019年から、NFLの「ロンドンゲーム」の会場としても年2試合使用されている。

## 概要
収容人数は、62,850人。これはプレミアリーグで使われるスタジアムとしてはオールド・トラッフォードに着いで2番目の規模を誇る。
サッカー専用の天然芝のピッチとアメリカンフットボールやコンサートに使われる人工芝のピッチを有している。人工芝のピッチが使われる際には天然芝ピッチは南スタンドにある駐車場に収容される。
一番の目玉となるのはプレーヤーズトンネルにほど近い年間9,000ポンド（約127万円）の特別シートで、このエリアにはガラス張りのビューイングエリアも兼ね備えられ、選手たちがピッチに入場する際に通過するトンネル、プレーヤーズトンネルを見ることもでき、普段は見ることのできない選手たちの試合前、試合後の様子まで間近で感じることができる。さらにミシュラン星付きレストランの食事付き。1試合だと339ポンド（約48,000円）。さらにビール醸造所とベーカリーが設けられ、年間およそ100万杯のクラフトビールが造られる予定。
当初は2018-19シーズンから使用予定であったが、テスト段階における安全上の問題から延期となった。クラブショップが2018年10月23日に先行して開業。スタジアムは2019年3月24日のU-18サウサンプトンFC戦、同30日のインテルナツィオナーレ・ミラノとのレジェンドマッチを経て、4月3日にクリスタル・パレスFC相手のリーグ戦で初めてトップチームの試合に使用された。当スタジアムにおける初ゴールはジェーニール・ベネット、トップチーム戦における初ゴールはソン・フンミン。

## 交通
最寄りは約200メートル離れたロンドン・オーバーグラウンドのホワイト・ハート・レーン駅であるが、ロンドン地下鉄やナショナル・レールの駅も利用可能。また近くのバス停では5路線が利用できるほか、スタジアムから2路線のシャトルバスが運行されている。